# ASMI
A ASMI (abreviação de Asmita) é uma submetralhadora indiana. Foi projetada e desenvolvida em 2020 pelo Estabelecimento de Pesquisa e Desenvolvimento de Armamentos do DRDO. O nome ASMI é derivado da palavra sânscrita Asmita, que significa orgulho, respeito próprio e trabalho árduo.

## Antecedentes
O ASMI foi projetado como um substituto para o Carabina 1A, a cópia produzida internamente pela Índia da submetralhadora Sterling, que está em serviço desde a década de 1960. Junto com a 1A, a Índia também depende um pouco de submetralhadoras importadas, como a Brügger & Thomet MP9, a Heckler & Koch MP5 e a Uzi. O ASMI servirá como uma alternativa mais barata às importações, com um Asmi custando apenas um terço do preço de uma MP5. Na década de 2000, o DRDO desenvolveu a Modern Sub Machine Carbine para tentar substituir o 1A, mas ela não conseguiu atender aos requisitos dos militares.
A ASMI foi apresentada pela primeira vez em janeiro de 2021 e desenvolvido ao longo de quatro meses pelo Tenente-Coronel Prasad Bansod, que tinha experiência anterior em engenharia reversa de um fuzil INSAS para produzir uma variante de carabina bullpup. A impressão 3D foi utilizada para fazer partes da arma.

## Projeto
Ao contrário de seu antecessor, o Modern Sub Machine Carbine, o ASMI é fabricado em 9×19mm Parabellum, um cartucho já em uso no Exército Indiano, dando-lhe uma grande vantagem logística sobre o MSMC, cujo cartucho foi construído especificamente para o projeto.
Semelhante à Uzi, a Asmi é uma submetralhadora de recuo por gases reto com coronha lateral dobrável, baixa cadência de tiro e carregador carregado dentro do punho da pistola. A ASMI possui duas configurações de cano: 180mm e 170mm e pesa cerca de 2kg.
O receptor superior é feito de alumínio, enquanto o inferior é feito de fibra de carbono. O receptor superior possui um trilho Picatinny de comprimento total e existem reténs M-LOK nos lados esquerdo e direito da arma. Típico de uma submetralhadora, sua principal aplicação é o combate em ambientes confinados (CQC), onde pode ser usada por destacamentos de petrechos pesadas, tripulações de tanques e aeronaves, motoristas e operadores de rádio ou radar.

## Fabricação
A ASMI é fabricada pela Lokesh Machines Limited e foi apresentada na 7ª edição da Exposição Internacional de Polícia em Nova Délhi, em 6 de julho de 2022, e na DEFEXPO 2022.
Em abril de 2024, a Lokesh Machines emergiu como a concorrente da L1, superando empresas como PLR Systems e Jindal Defence, para fechar um contrato para fornecer 550 submetralhadoras ASMI 9×19mm para o o regimento Para do Exército Indiano. O custo por unidade da arma é de cerca de ₹50 000 (US$ 3 123,78). O contrato no valor de ₹4,6 crore (US$ 2,87 milhões) é particularmente significativo, pois marca a primeira encomenda de uma arma de pequeno porte indígena desde o fuzil INSAS. Todas as 550 armas foram entregues ao Exército Indiano em 1º de outubro de 2024. A remessa foi sinalizada pelo Major-General Rakesh Manocha, Comandante-Geral da subárea de Telanganá e Andhra.

## Usuários
- Índia
  -  Exército indiano: 550 unidades entregues ao regimento Para (FE), no Comando do Norte, até 1º de outubro de 2024.[11][13][15] Entrou em serviço em 5 de novembro de 2024.[16]
  - Força de Segurança de Fronteira: 4 sob encomenda para avaliações.[15][17]
  - Guarda de Segurança Nacional: 10 entreques para avaliações.[15][17]
  - Fuzileiros de Assam: 10 entregues para avaliações.[15][17]